# Municipio de Underwood
El municipio de Underwood (en inglés: Underwood Township) es un municipio ubicado en el condado de Redwood en el estado estadounidense de Minnesota. En el año 2010 tenía una población de 206 habitantes y una densidad poblacional de 2,27 personas por km².

## Geografía
El municipio de Underwood se encuentra ubicado en las coordenadas 44°30′14″N 95°32′37″O / 44.50389, -95.54361. Según la Oficina del Censo de los Estados Unidos, el municipio tiene una superficie total de 90.93 km², de la cual 90,82 km² corresponden a tierra firme y (0,12 %) 0,11 km² es agua.

## Demografía
Según el censo de 2010, había 206 personas residiendo en el municipio de Underwood. La densidad de población era de 2,27 hab./km². De los 206 habitantes, el municipio de Underwood estaba compuesto por el 88,83 % blancos, el 1,94 % eran afroamericanos, el 6,8 % eran asiáticos, el 1,46 % eran de otras razas y el 0,97 % eran de una mezcla de razas. Del total de la población el 2,91 % eran hispanos o latinos de cualquier raza.